# Michael Zeno Diemer

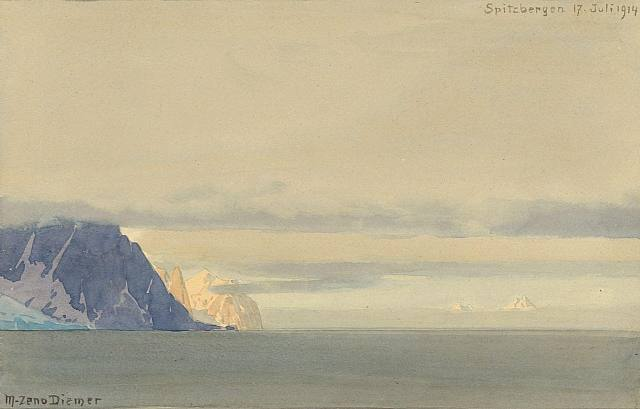
Spitzbergen (1914)

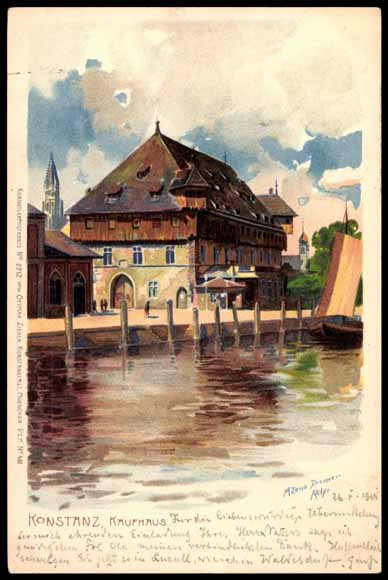
Ansichtskarte mit „Kaufhaus“ in Konstanz

Michael Zeno Diemer (* 8. Februar 1867 in München; † 28. Februar 1939 in Oberammergau) war ein deutscher Maler.

## Leben
Michael Zeno Diemer studierte ab 1884 in München bei Gabriel Hackl und Alexander von Liezen-Mayer. Bekannt wurde Diemer für seine eindrucksvollen Schlachtenbilder. 1894 entstand in Innsbruck in sechsmonatiger Arbeit ein 1.000 m2 großes Riesenrundgemälde, das die Schlacht am Bergisel vom 13. August 1809 darstellt, in der Andreas Hofer die Tiroler zum Sieg über die Truppen Napoleons und Bayerns führte. Das Riesenrundgemälde ist eines von 30 weltweit noch erhaltenen Panoramabildern aus dem 19. oder frühen 20. Jahrhundert.
Ein im Jahre 1896 entstandenes Panorama schilderte den Kampf um Bazeilles während der Schlacht  bei Sedan im Deutsch-Französischen Krieg. Es wurde in einem eigens dafür errichteten Gebäude in Mannheim gezeigt. Für das Deutsche Museum in München schuf er mehrere Gemälde, darunter eine Darstellung eines römischen Aquädukts für die Abteilung „Wasserbau“, ein Idealbild eines mittelalterlichen Kräutergartens und die Landung des Zeppelins in München 1909. In Stuttgart stattete er die Brauereigaststätte Ketterer mit einem Zyklus von 14 großformatigen Gemälden zur Geschichte schwäbischer Auswanderer aus. Von Diemer stammen außerdem zahlreiche Landschafts- und Marinebilder, Aquarelle, Plakatentwürfe und Postkartenmotive (darunter ebenfalls Darstellungen von Luftschiffen).
Zeno Diemer hat die Vorlagen für etwa 700 Ansichtskarten-Motive geliefert; meist waren es Aquarelle, von denen Lithographien erstellt wurden. Der weit überwiegende Teil wurde von dem Münchner Verlag Ottmar Zieher herausgegeben und in Leipziger Druckereien angefertigt.
Daneben war er auch als Musiker und Komponist tätig. Er komponierte u. a. ein „Largo für 9-stimmiges Streichorchester“ im Jahr 1910.
Diemer war mit der Schriftstellerin Hermine, geb. von Hillern (Tochter von Wilhelmine von Hillern), verheiratet, sie hatten sechs Kinder, u. a. der Pilot Franz Zeno Diemer, der Opernsänger Guido Diemer und der Schauspieler und Theaterregisseur Wilhelm Zeno Diemer.
Sein Onkel war der Chorleiter der Oberammergauer Passionsspiele Johannes Diemer. Die Familie Diemer war durch Generationen Oberammergau und seinem Passionsspiel eng verbunden. Diemer galt als bester Kenner und Interpret der Dedlerschen Passionsmusik, er war Ehrenbürger der Gemeinde und Ehrenmitglied des Festspielkomitees.

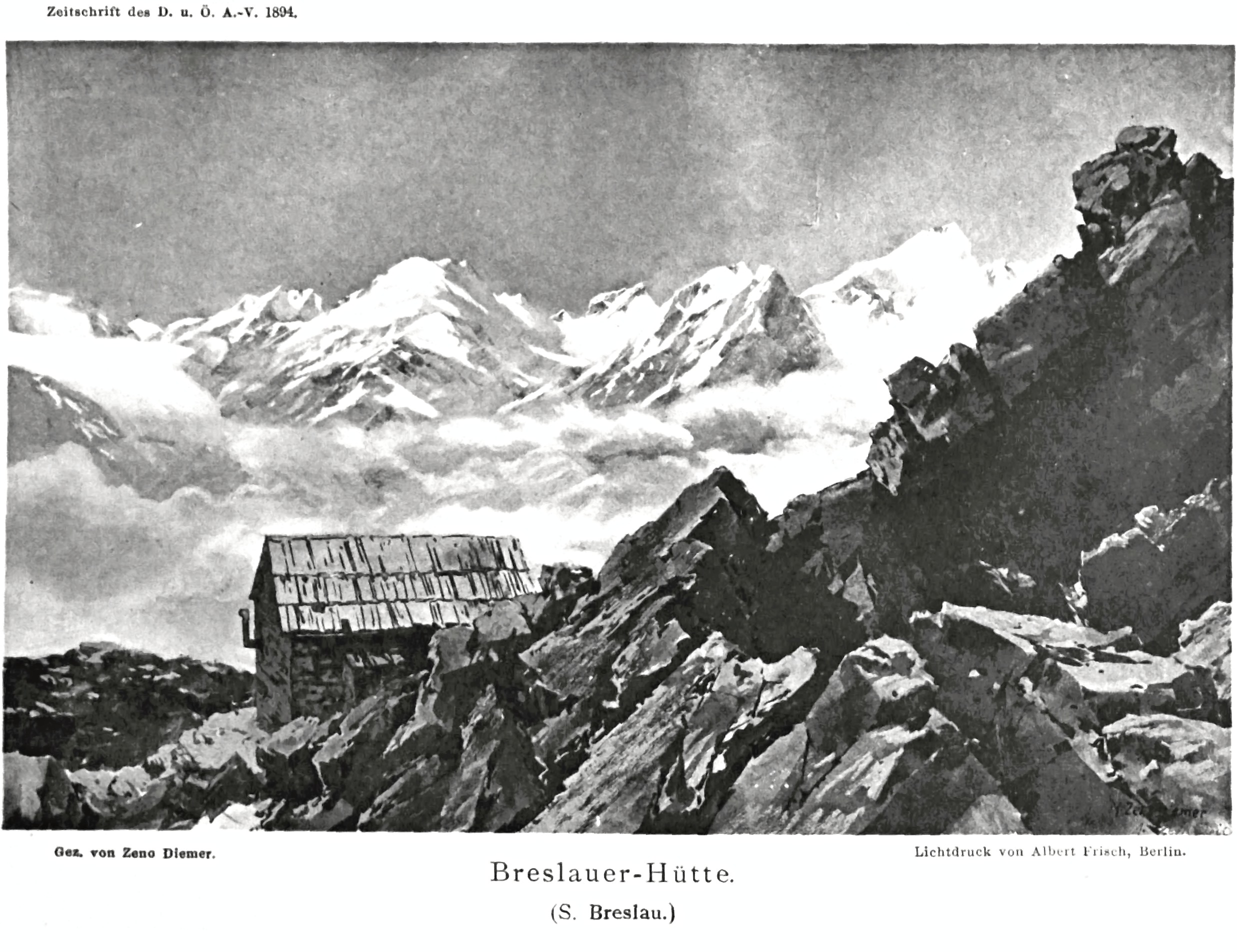
Breslauer Hütte um 1894
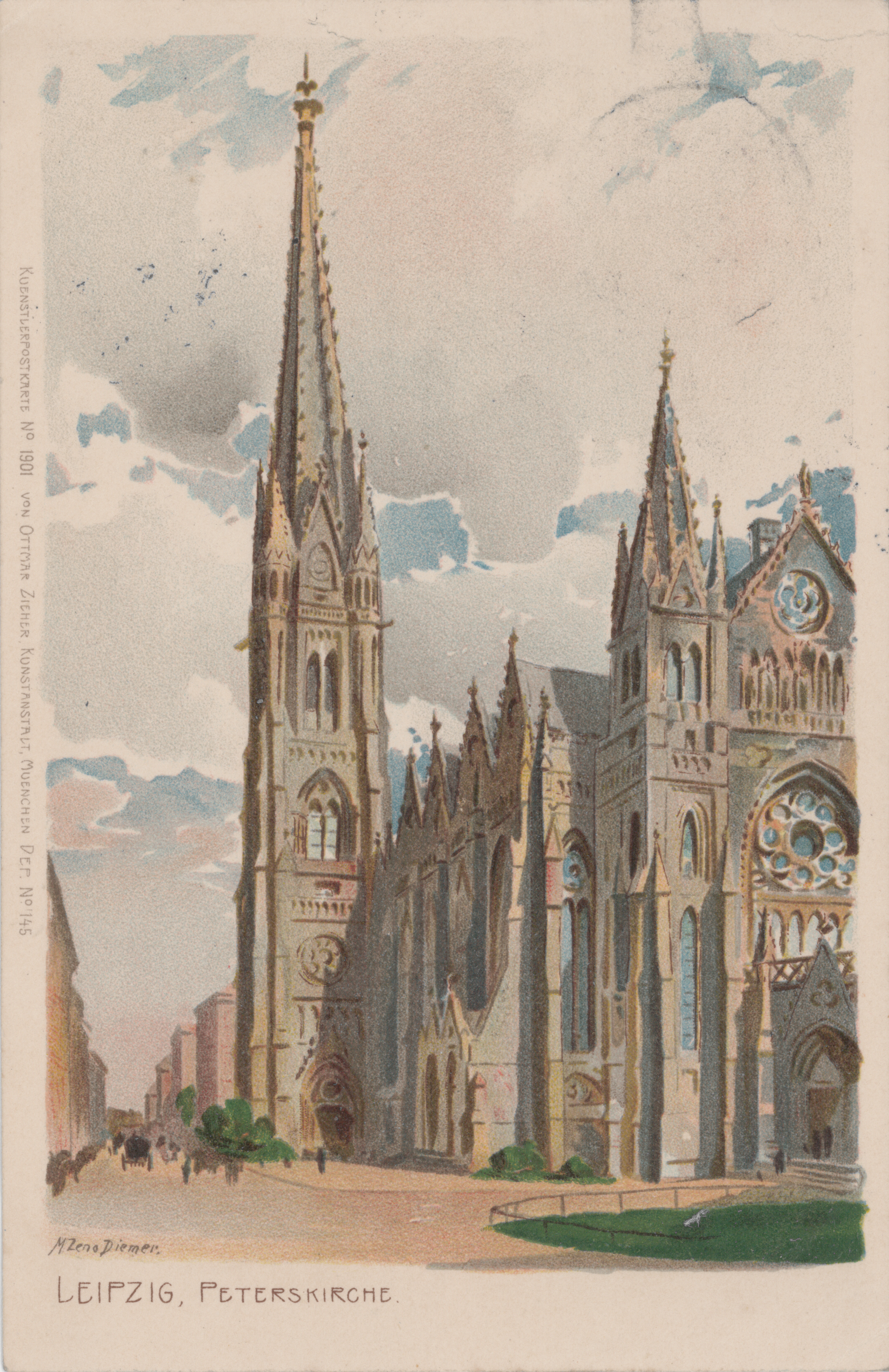
Peterskirche Leipzig – Künstlerpostkarte von Michael Zeno Diemer, um 1905
Zeppelins Landung in München
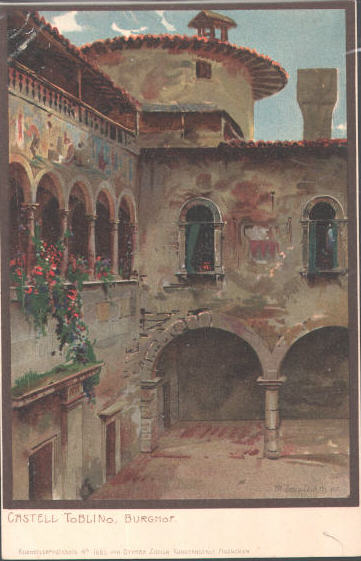
Castel Toblino
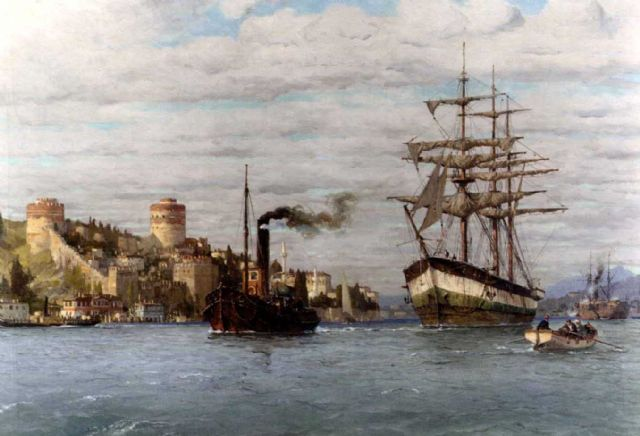
Bosporus
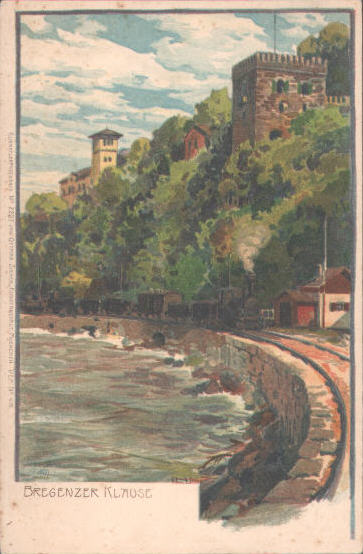
Ansichtskarte mit Bregenzer Klause
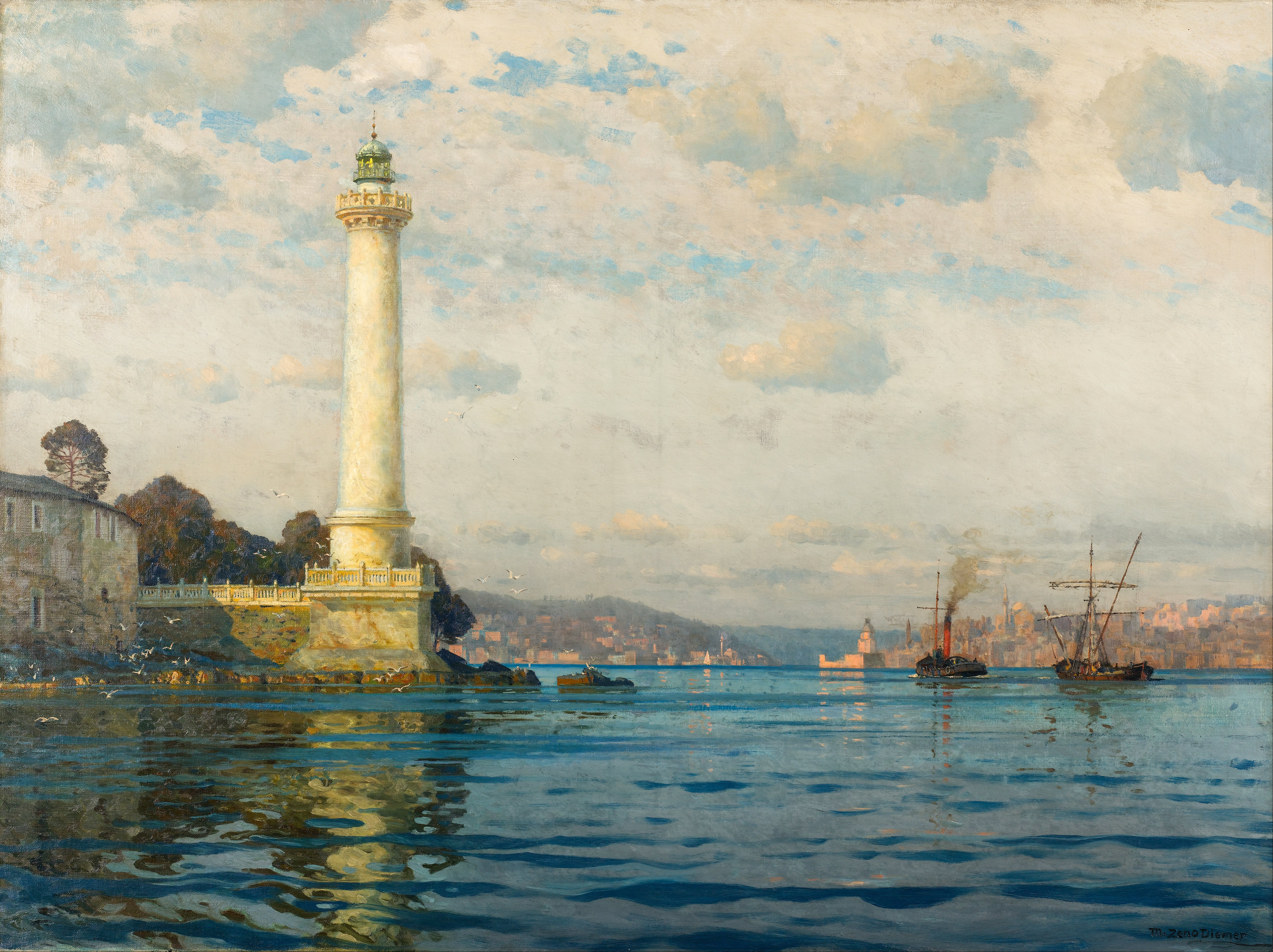
Ahırkapı-Leuchtturm, Bosporus
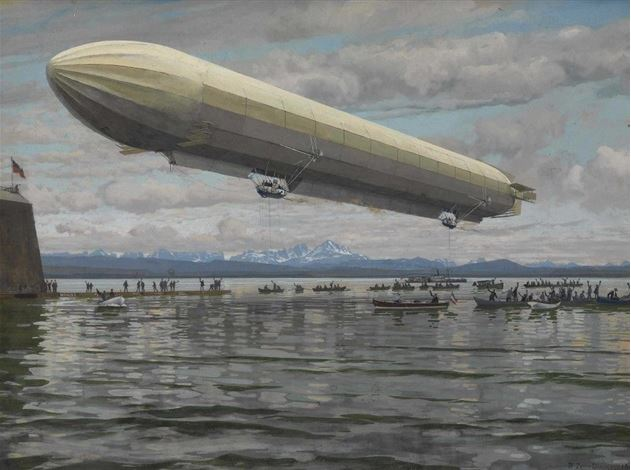
Start eines Zeppelins über dem Bodensee